# La Laguna, Técpan de Galeana
La Laguna är en ort i Mexiko.   Den ligger i kommunen Técpan de Galeana och delstaten Guerrero, i den södra delen av landet, 270 km sydväst om huvudstaden Mexico City. La Laguna ligger 1 265 meter över havet och antalet invånare är 104.
Terrängen runt La Laguna är lite bergig. Runt La Laguna är det ganska glesbefolkat, med 22 invånare per kvadratkilometer. Närmaste större samhälle är El Porvenir, 17,0 km väster om La Laguna. I omgivningarna runt La Laguna växer i huvudsak städsegrön lövskog.